# Biserica de lemn din Sinești, Vâlcea

Biserica de lemn din Sineşti, înainte de incendiu, foto: februarie 2002

Pisania peste intrare, înainte de incendiu, foto: februarie 2002

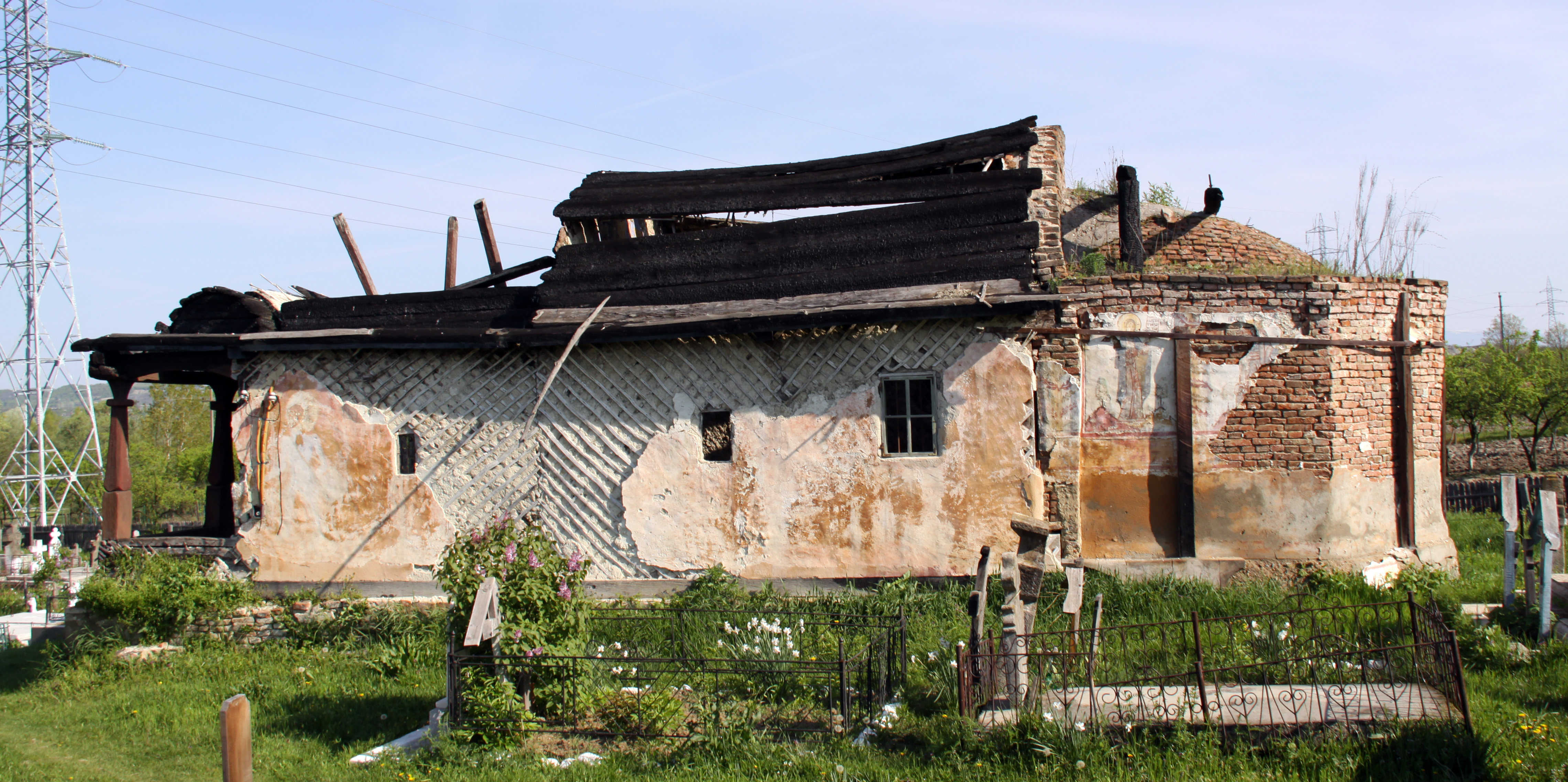
Biserica de lemn din Sineşti, lăsată în ruinare după incendiul din 2002, foto: aprilie 2010

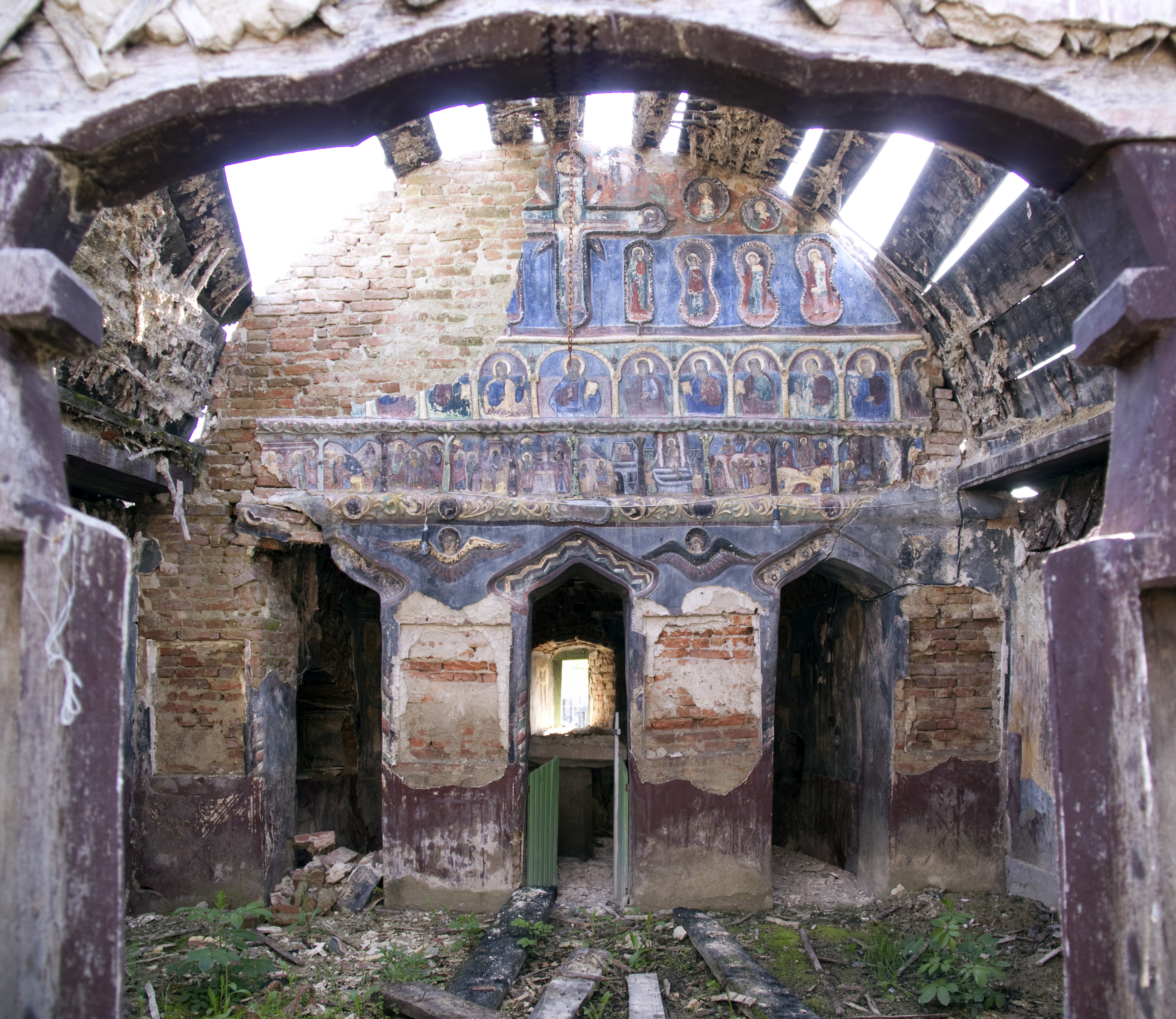
Interiorul bisericii conservă încă parţial picturile murale de bună calitate artistică, din prima jumătate a secolului 19. Foto: aprilie 2010.

Biserica de lemn din Sinești se află în localitatea Sinești, județul Vâlcea. Biserica poartă hramul „Cuvioasa Paraschiva” și este datată din anul 1746, fiind parțial refăcută și renovată la 1839. Afectată de un incendiu în ziua de 12 septembrie 2002, biserica se putea pune imediat sub un acoperiș nou, protector. A fost în schimb lăsată pradă vremurilor și ruinării. Cu toate acestea, ceea ce se păstrează poate fi salvat pentru posteritate. Biserica se remarcă prin zugrăveala de o bună calitate artistică și sculptura în lemn. Biserica este înscrisă pe noua listă a monumentelor istorice, LMI 2004: cod LMI VL-II-m-B-09908. Declasarea monumentului ar putea duce la dispariția lui definitivă.

## Trăsături
Biserica urmează un plan binecunoscut lăcașurilor de lemn din zona Vălcii, cu plan dreptunghiular, cu pridvor, pronaos, naos și altar în succesiune, de la est spre vest. Altarul și tâmpla iconostasului sunt zidite din cărămidă, probabil ulterior, odată cu renovările majore din 1839. Butea bisericii, ce cuprinde naosul, pronaosul, se păstrează din prima fază de construcție și este în întregime ridicat din lemne de stejar încheiate în chetori bisericești, în coadă de rândunică. Întrega structură în lemn stă pe o subzidire din cărămidă. Pridvorul adăpostește intrarea pe vest și se remarcă prin cei patru stâlpi sculptați.

## Imagini de arhivă

Est
Nord-est
Intrarea după incendiu
Dosul tâmplei, în altar
Iisus învăţător, pe bolta naosului
Bolta naosului
Bolta naosului
Bolta naosului
Bolta naosului
Stâlpi interiori
Stâlpi interiori
Stâlpi interiori
Tâmpla naosului
Stâlpi pridvor
Stâlpi pridvor
Stâlp pridvor
Stâlp pridvor
Boltă în pod
În pod
În pod
Structură turn, în pod

## Imagini exterioare

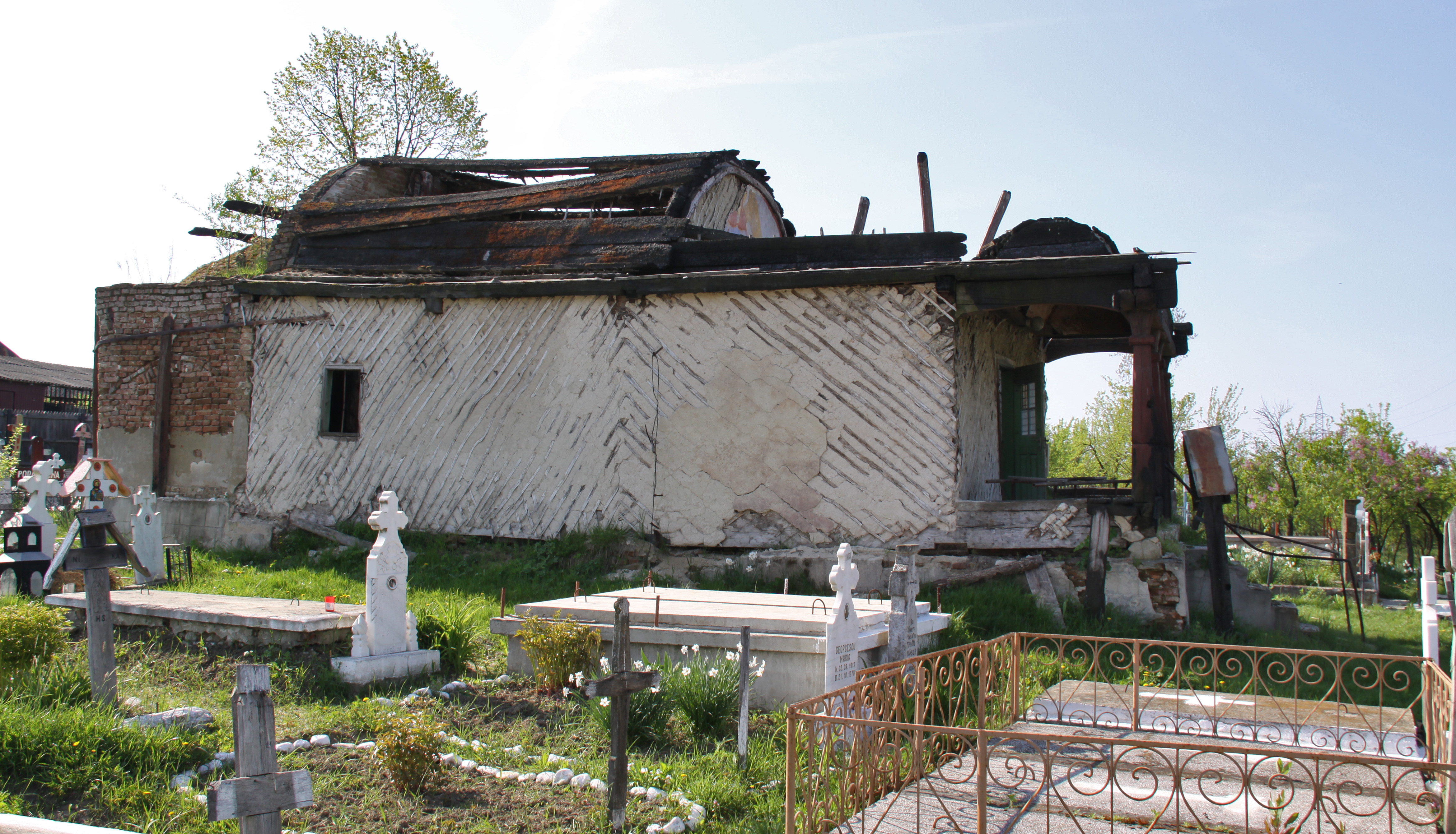
Nord
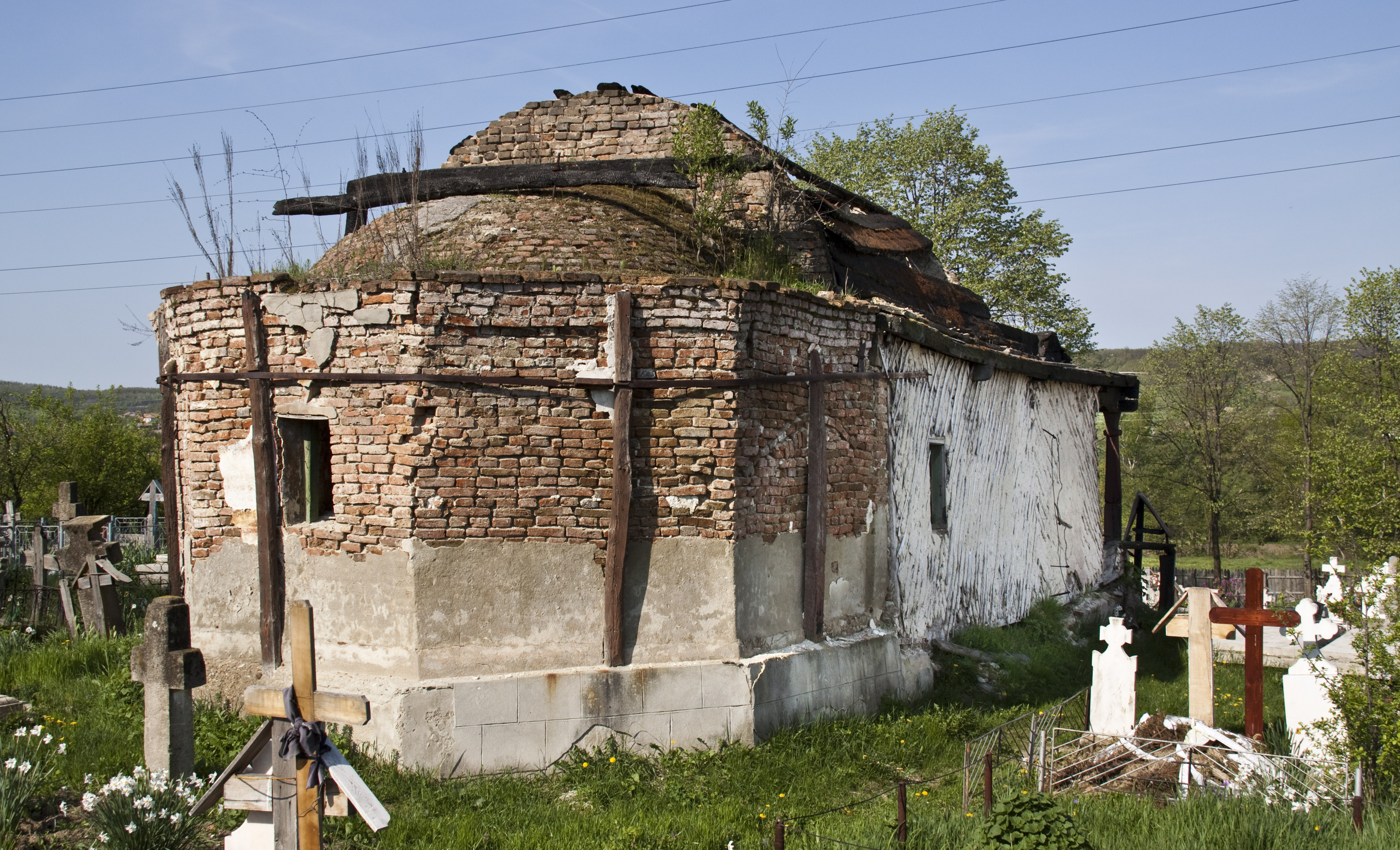
Nord-est
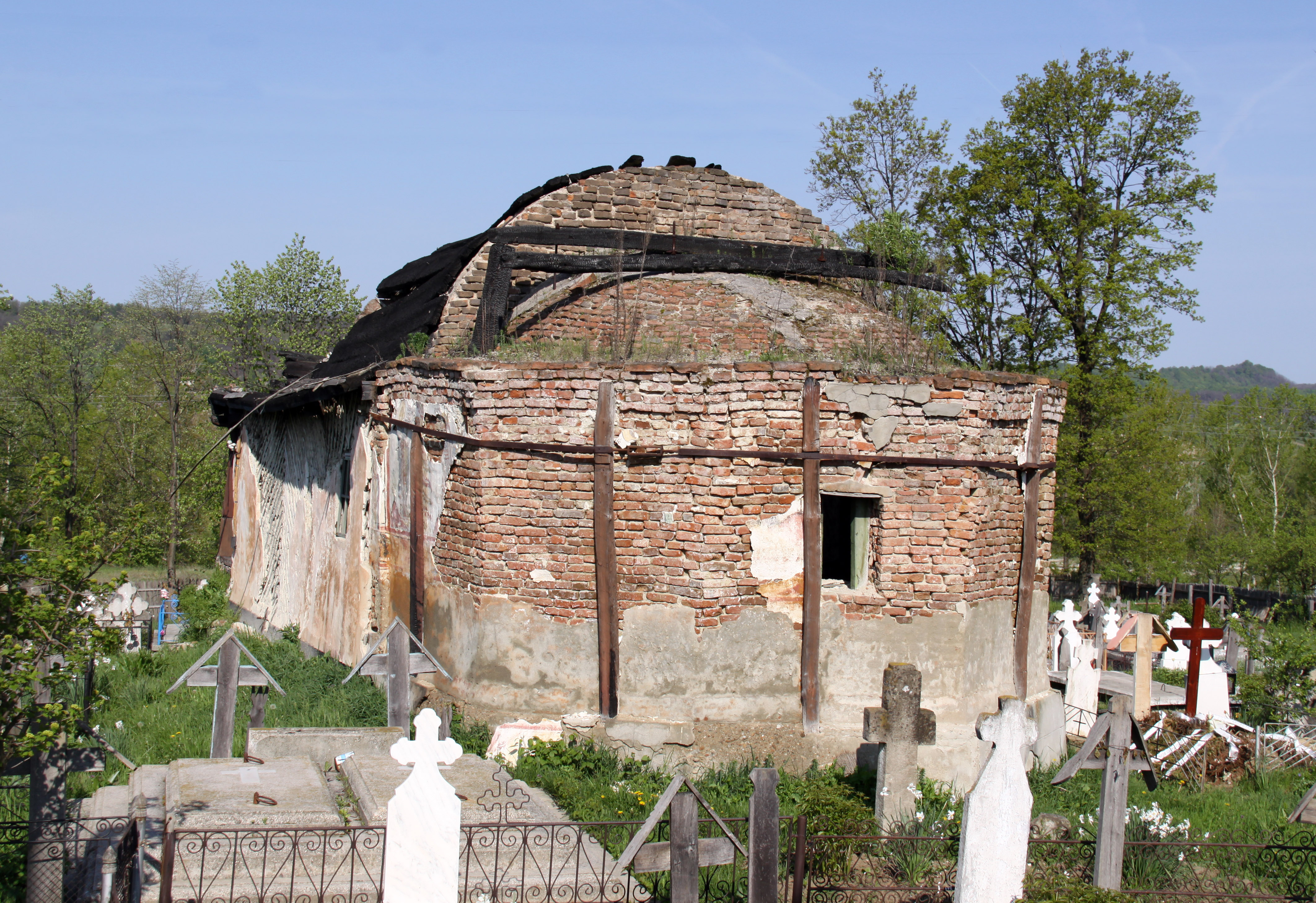
Sud-est
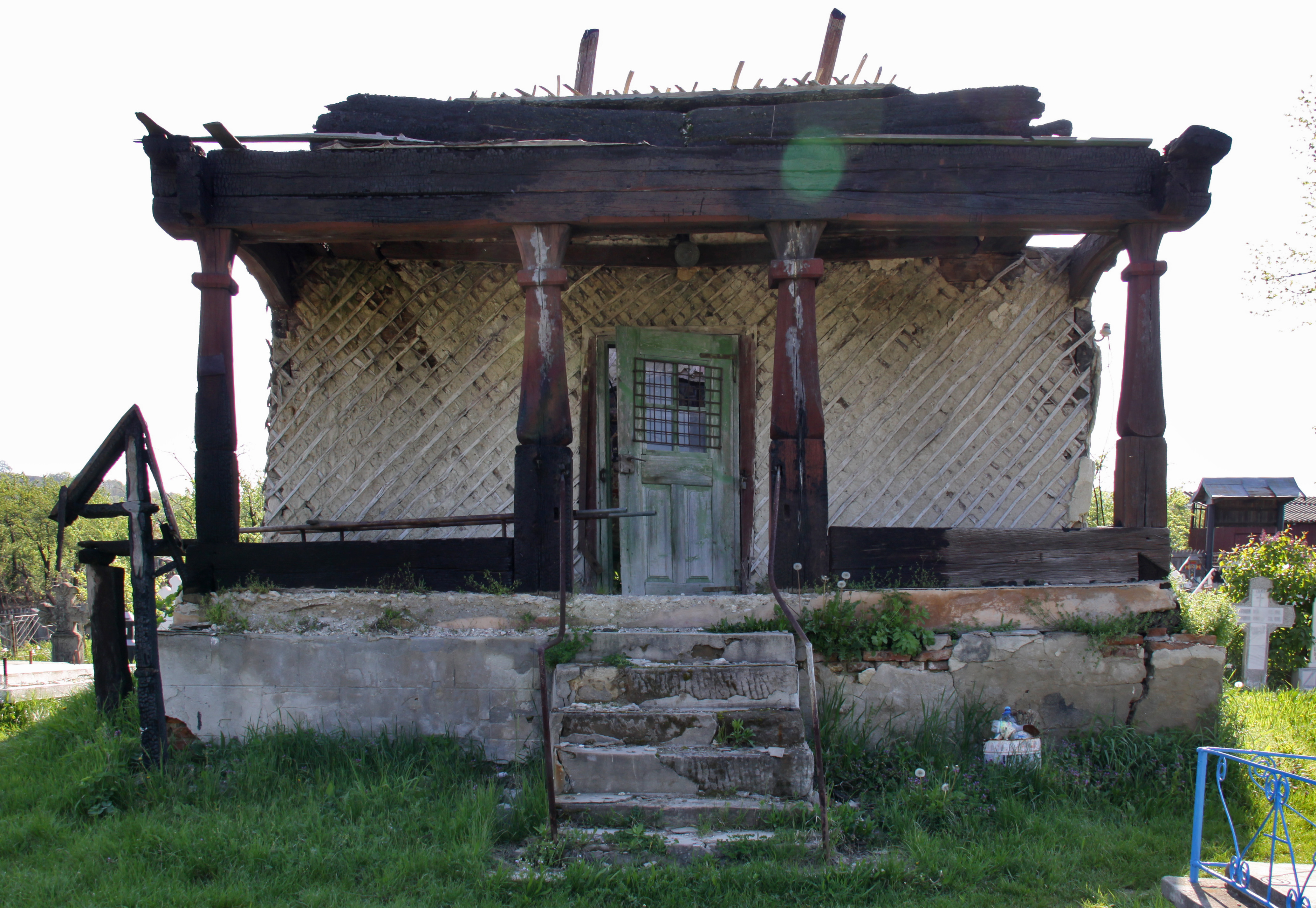
Pridvorul pe vest
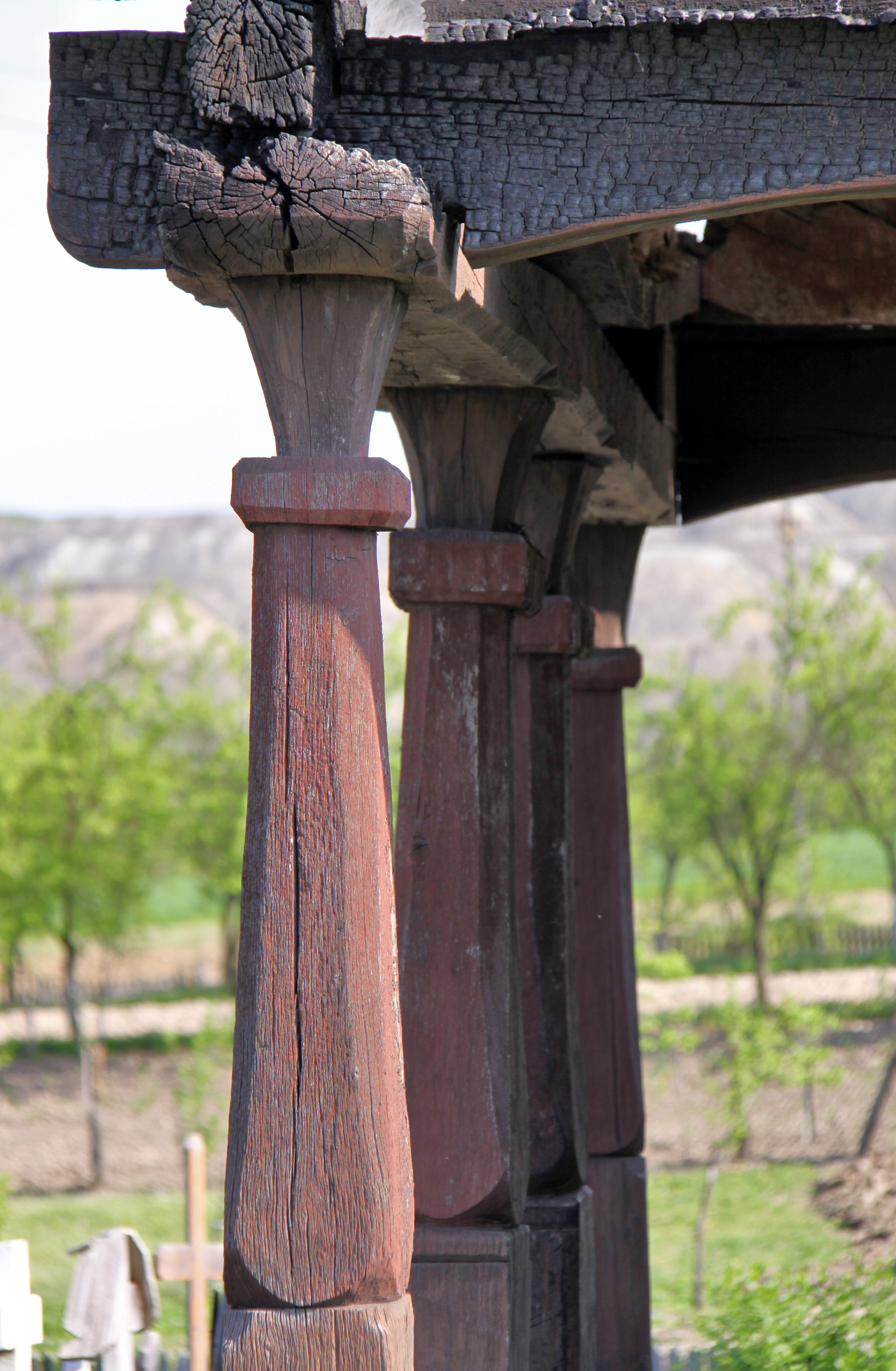
Stâlpii pridvorului
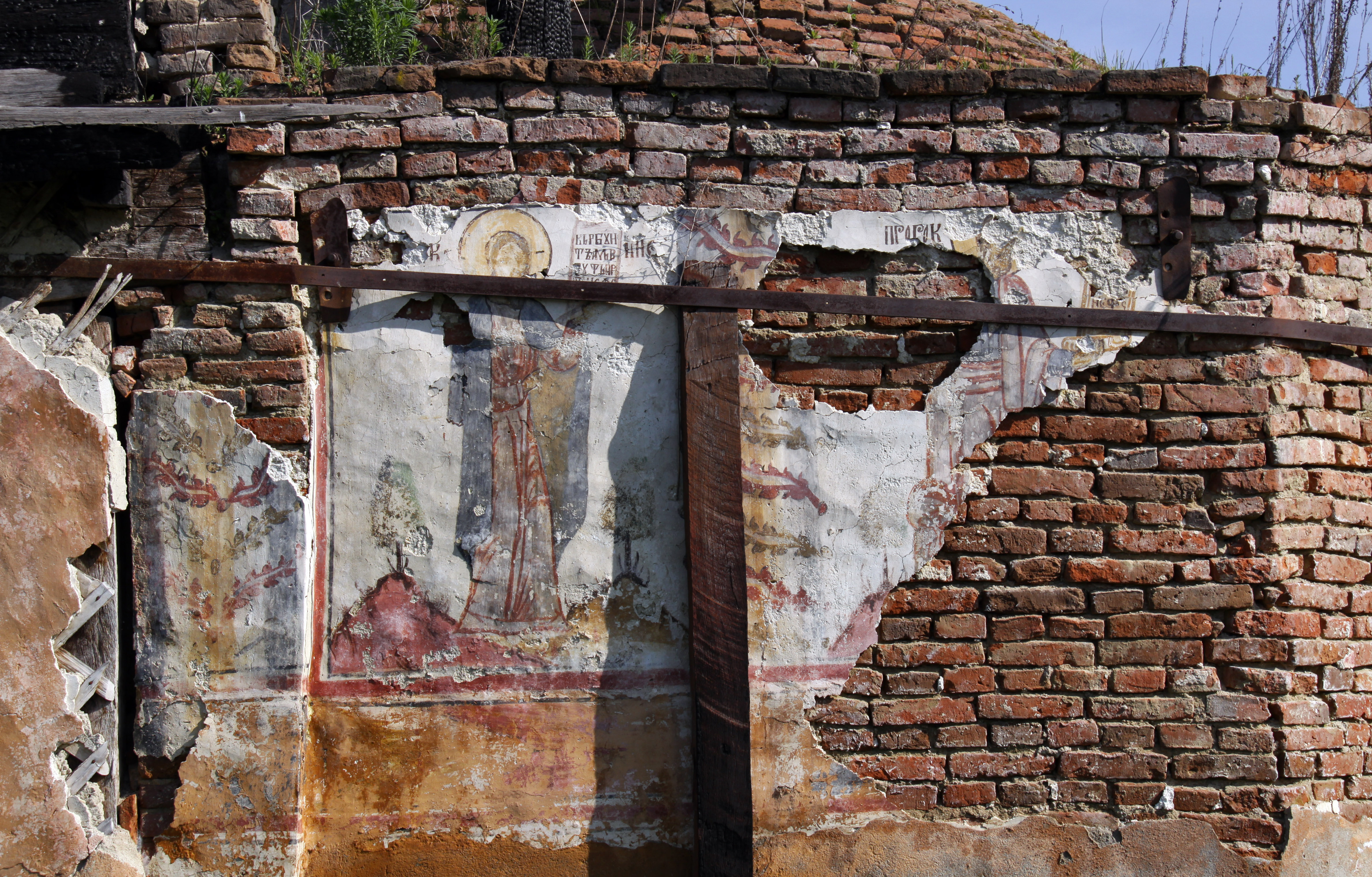
Pictură murală exterioară la altar
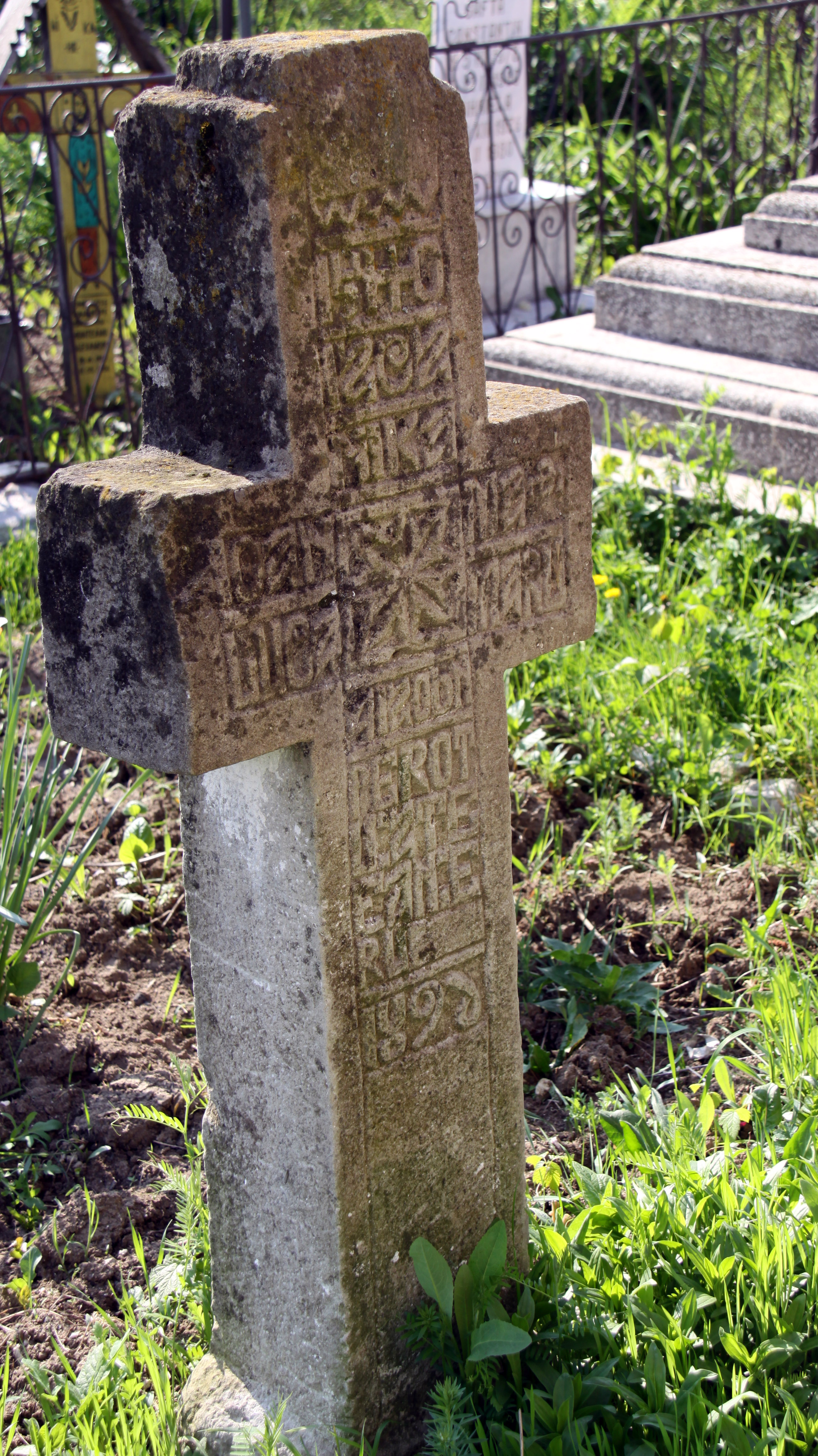
Cruce de piatră din 1896

## Imagini interioare

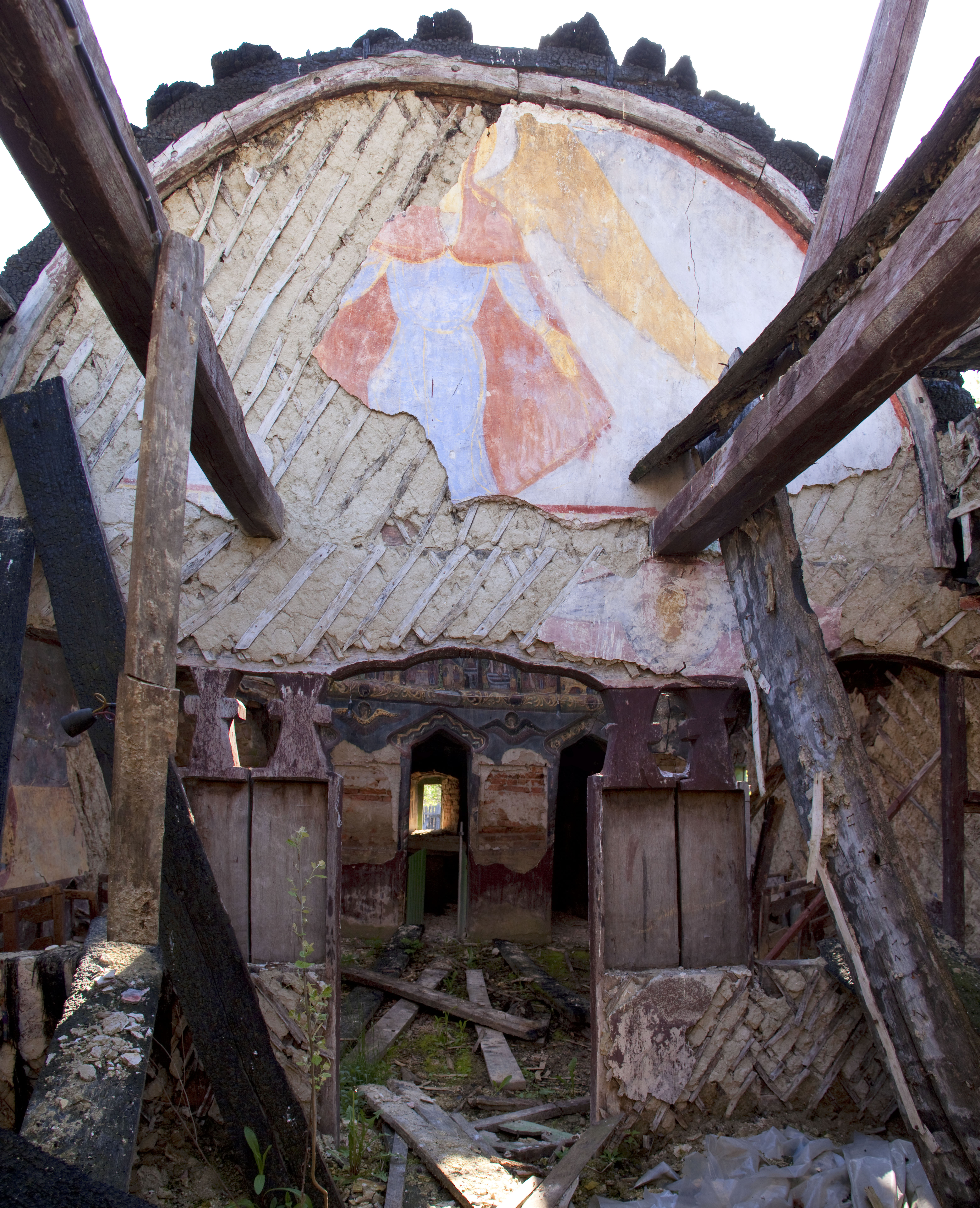
Trecerea în naos
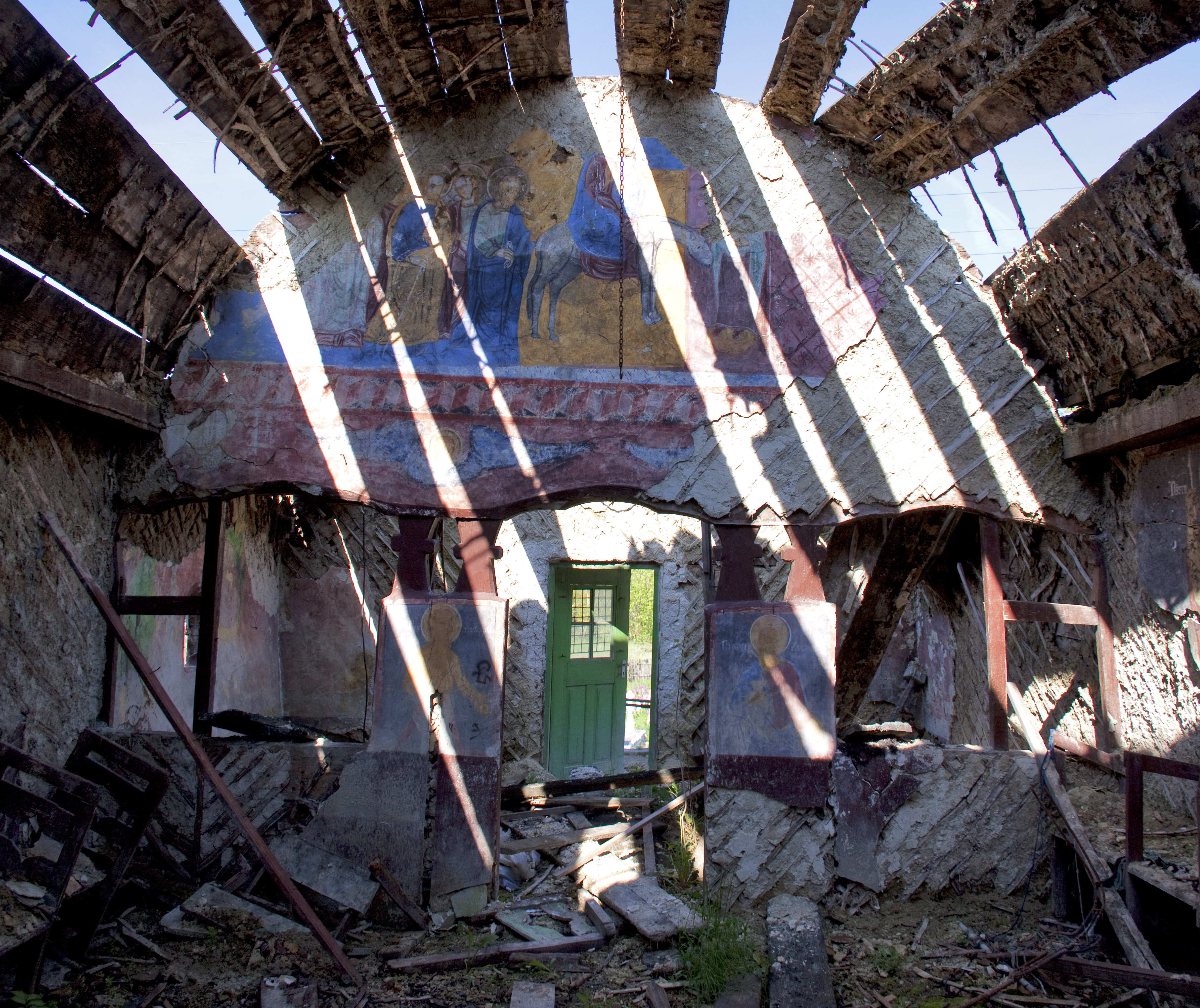
Intrarea în naos
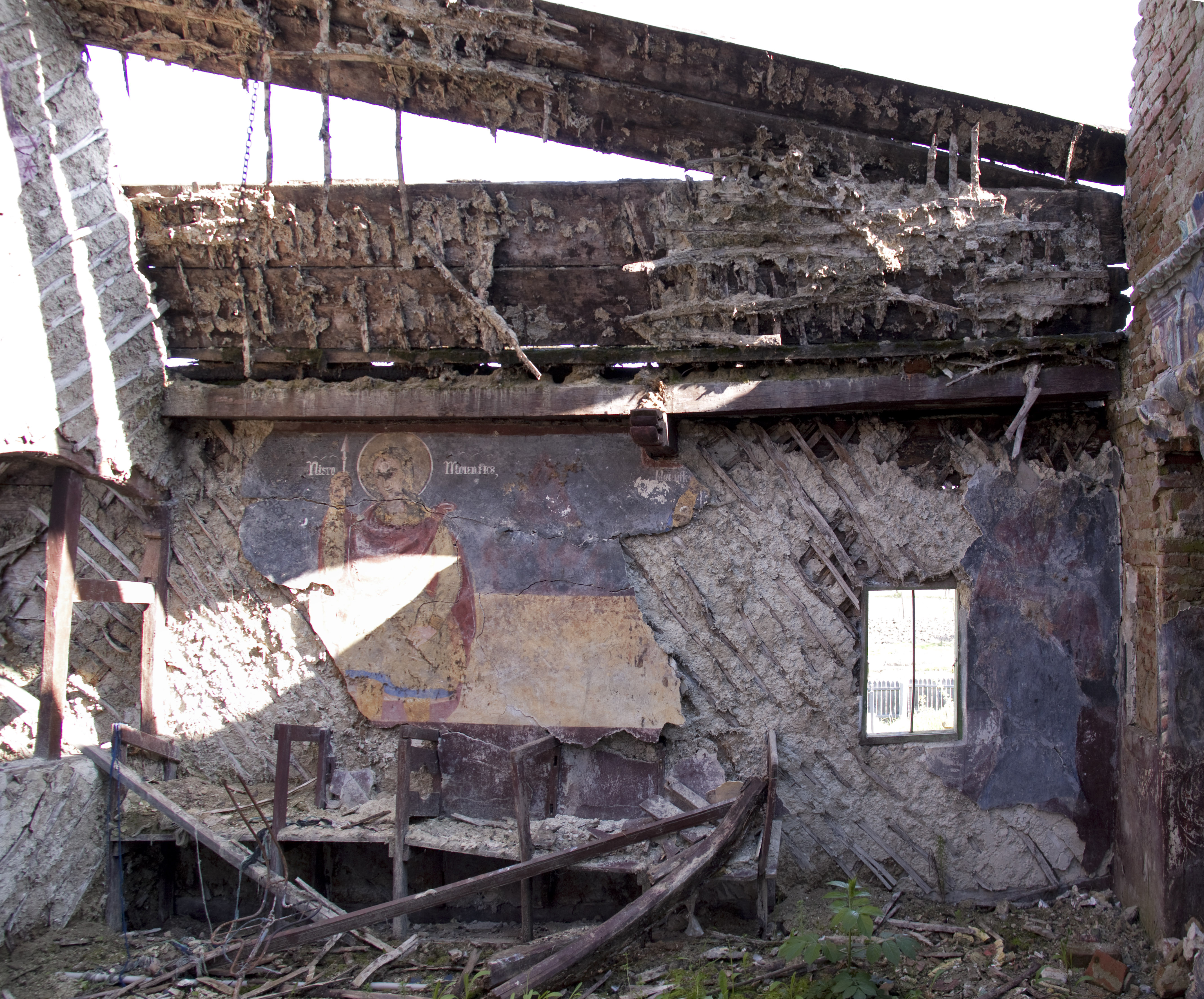
Peretele nordic în naos
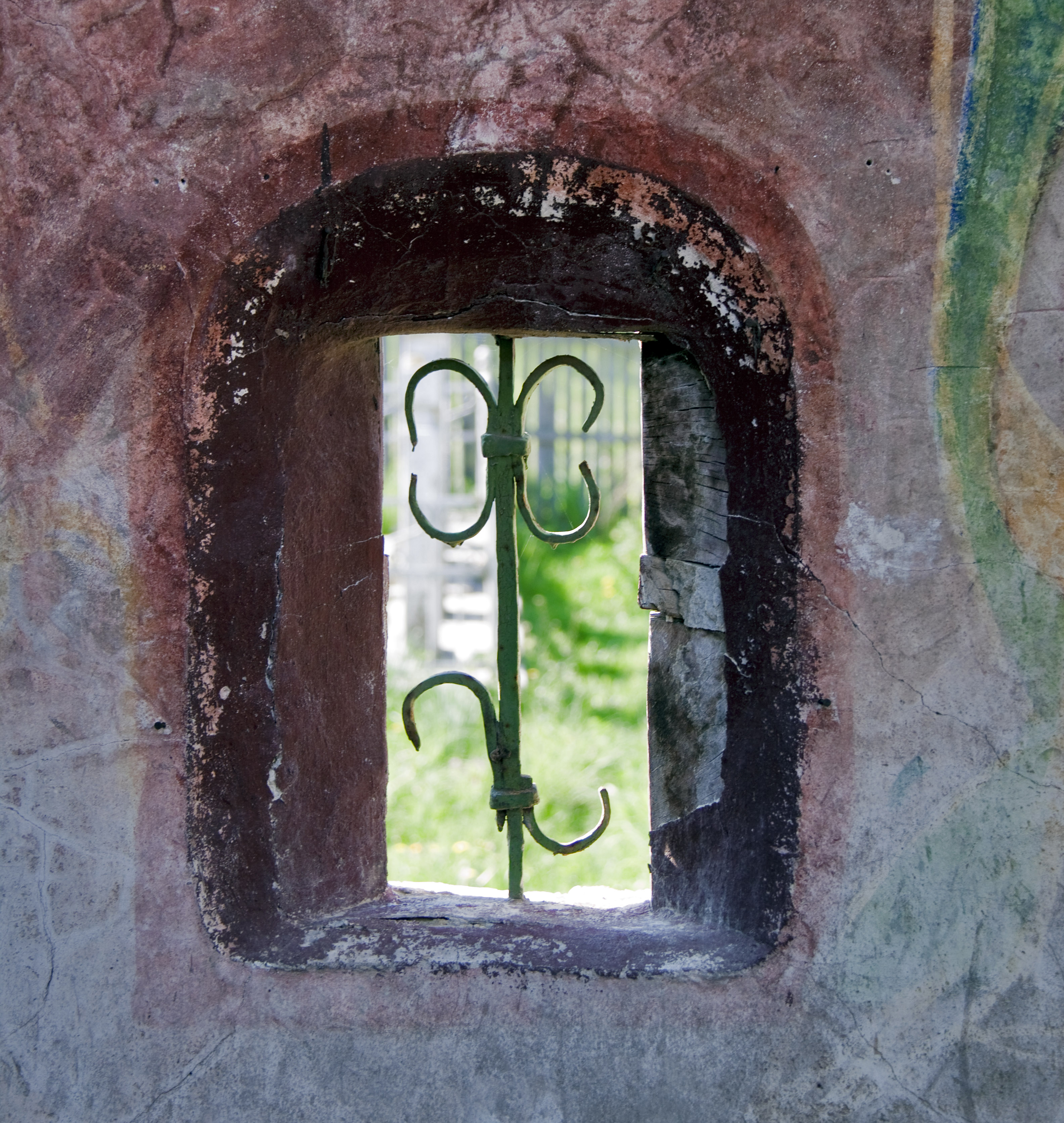
Fereastră pronaos
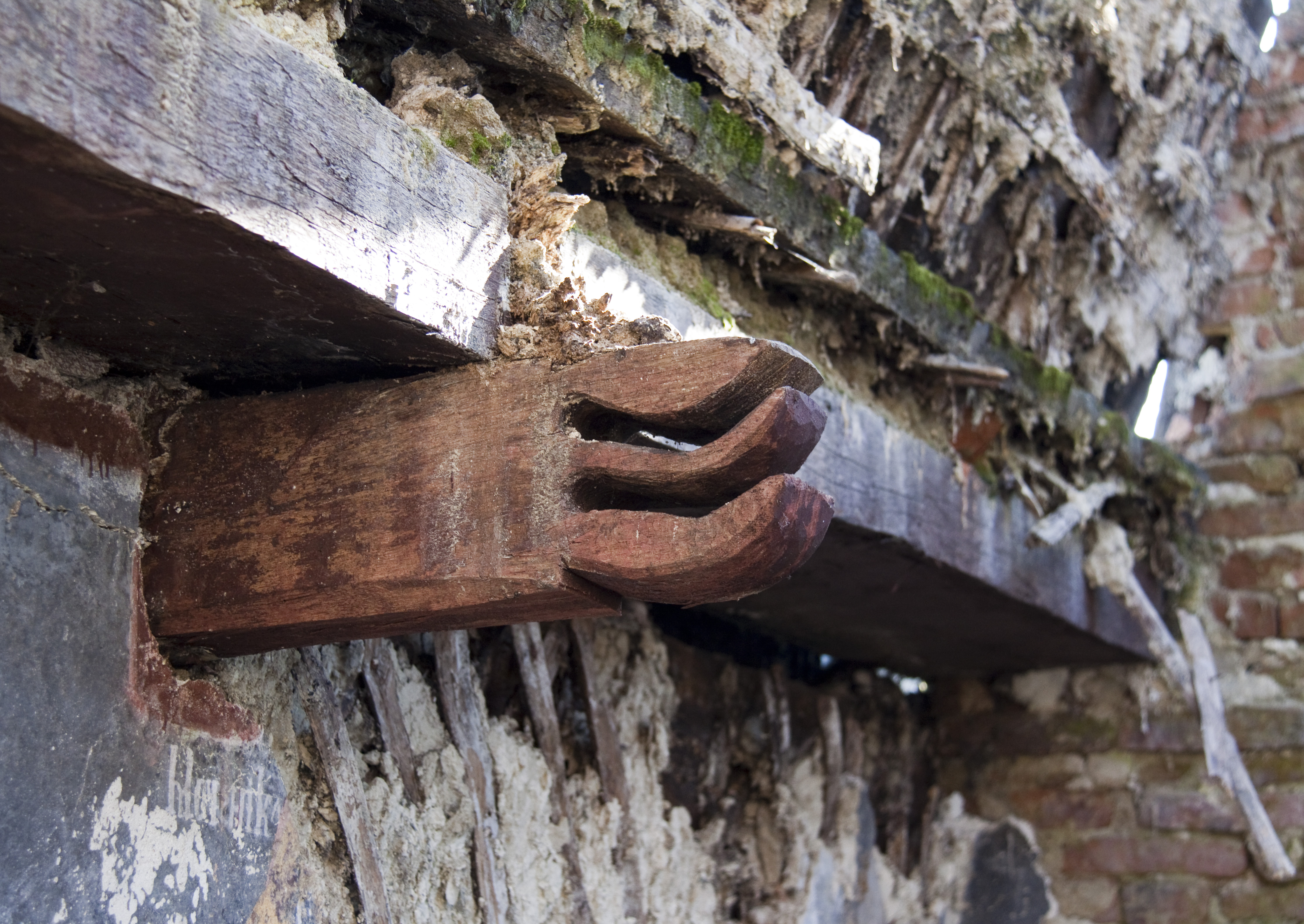
Consolă
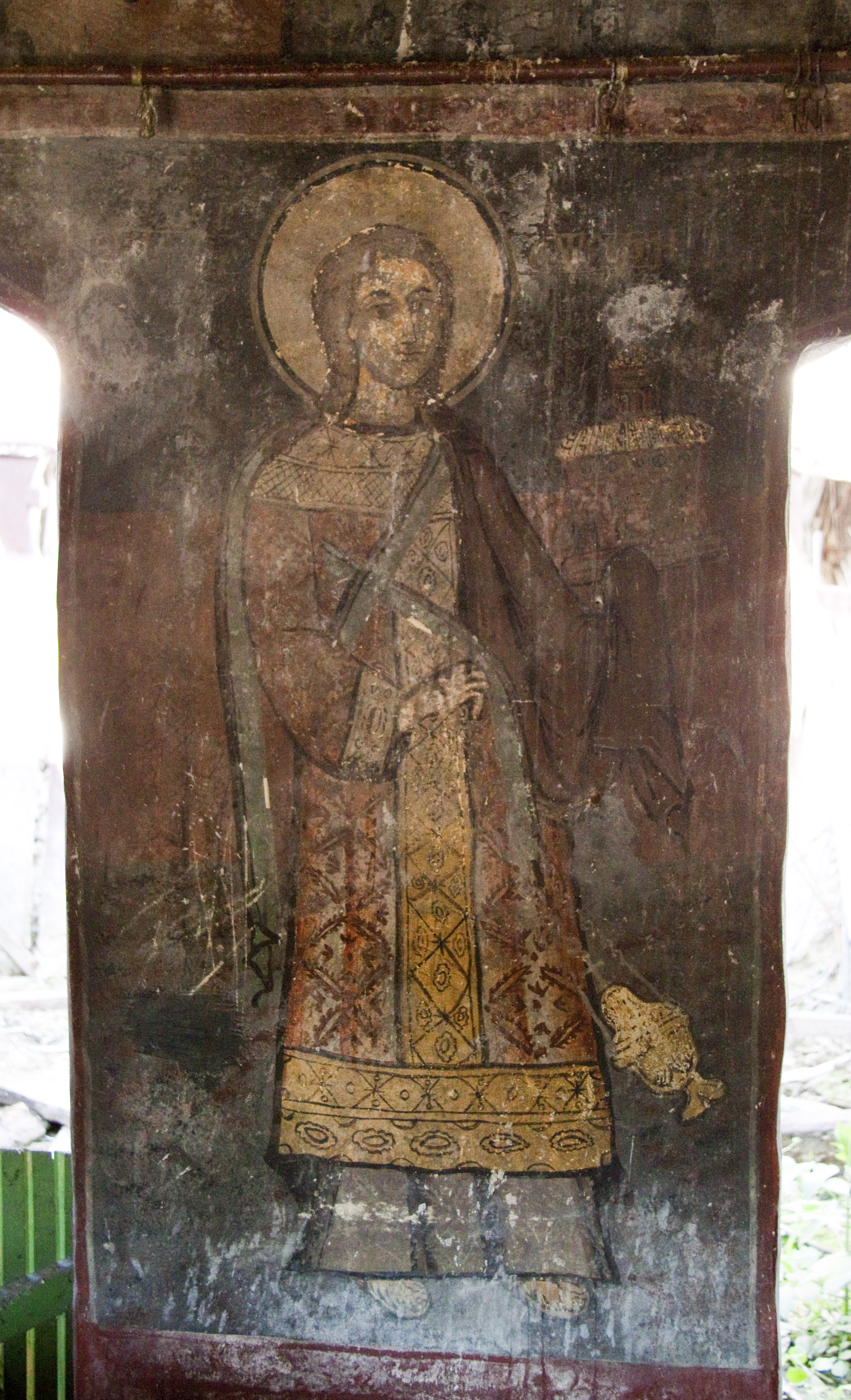
Diaconul Ştefan cu macheta bisericii
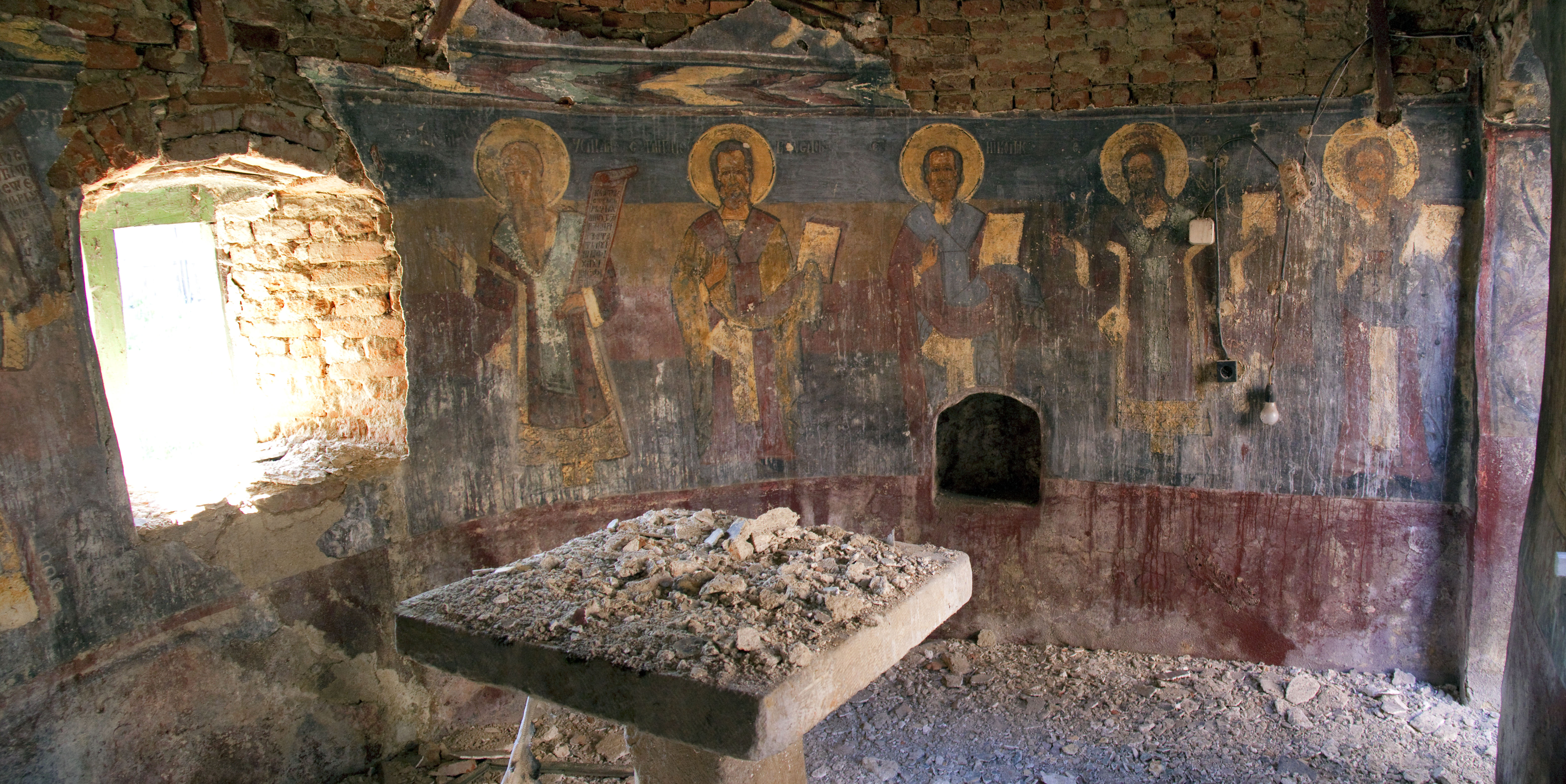
În altar
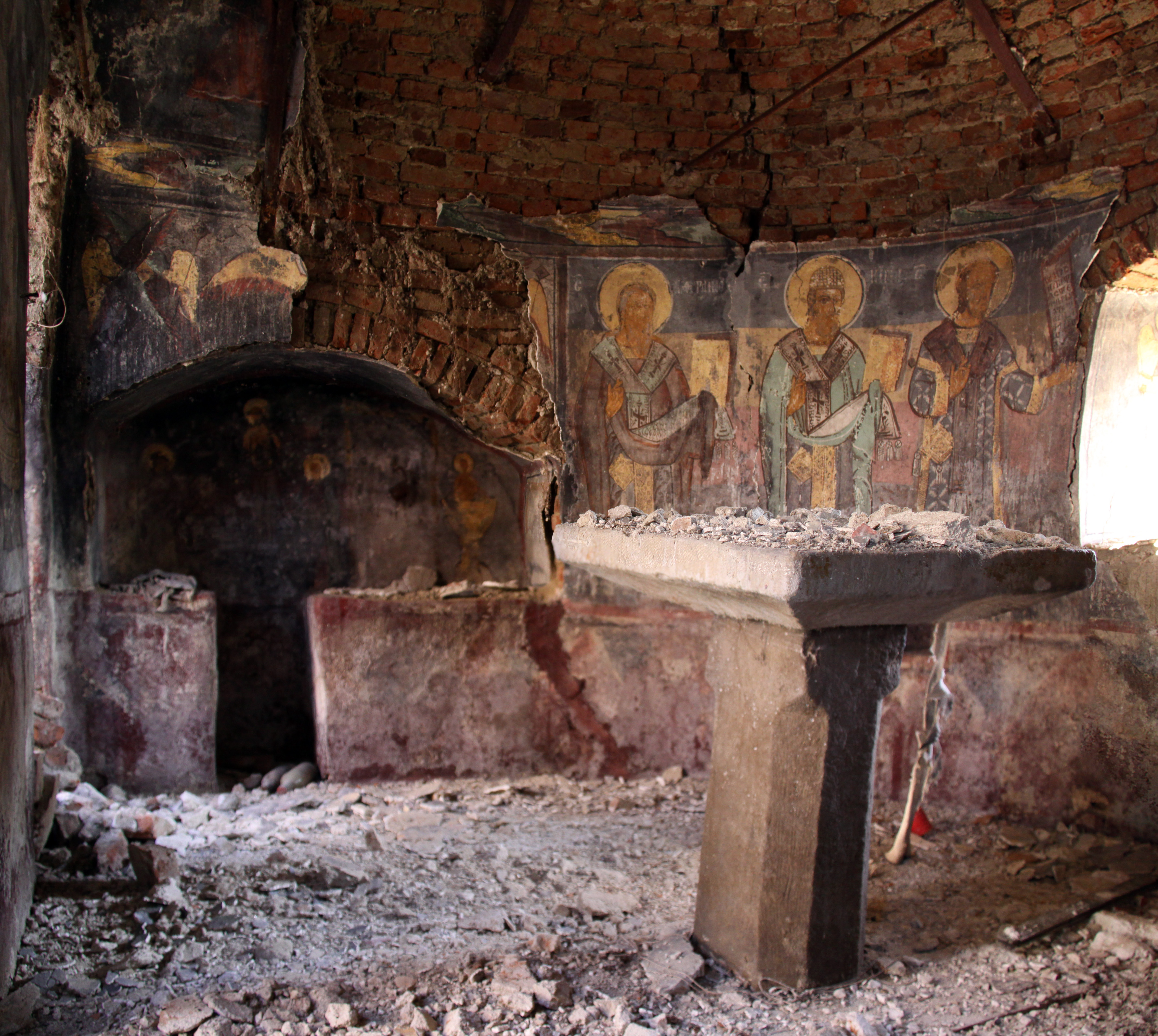
Proscomidia
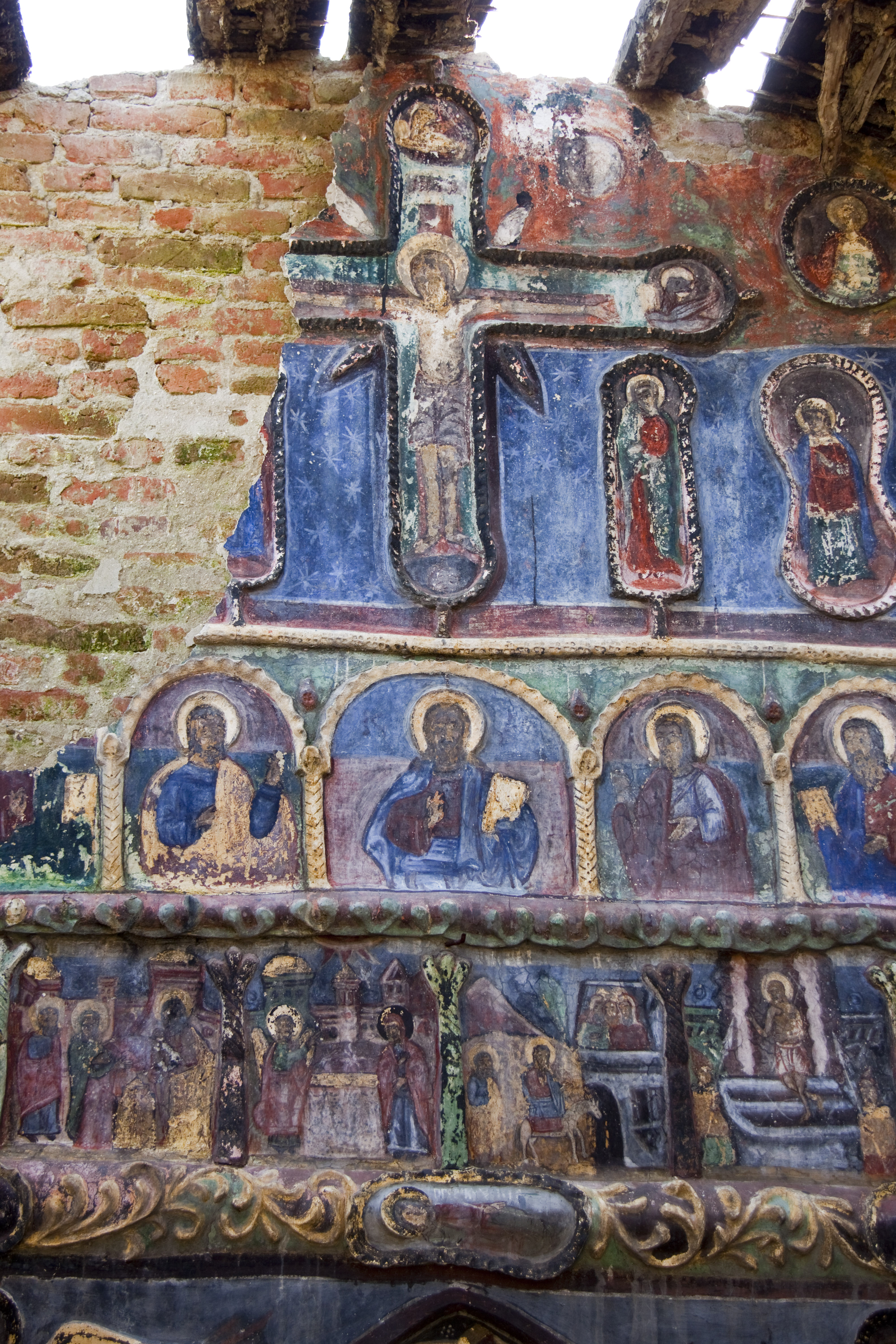
Partea centrală a tâmplei
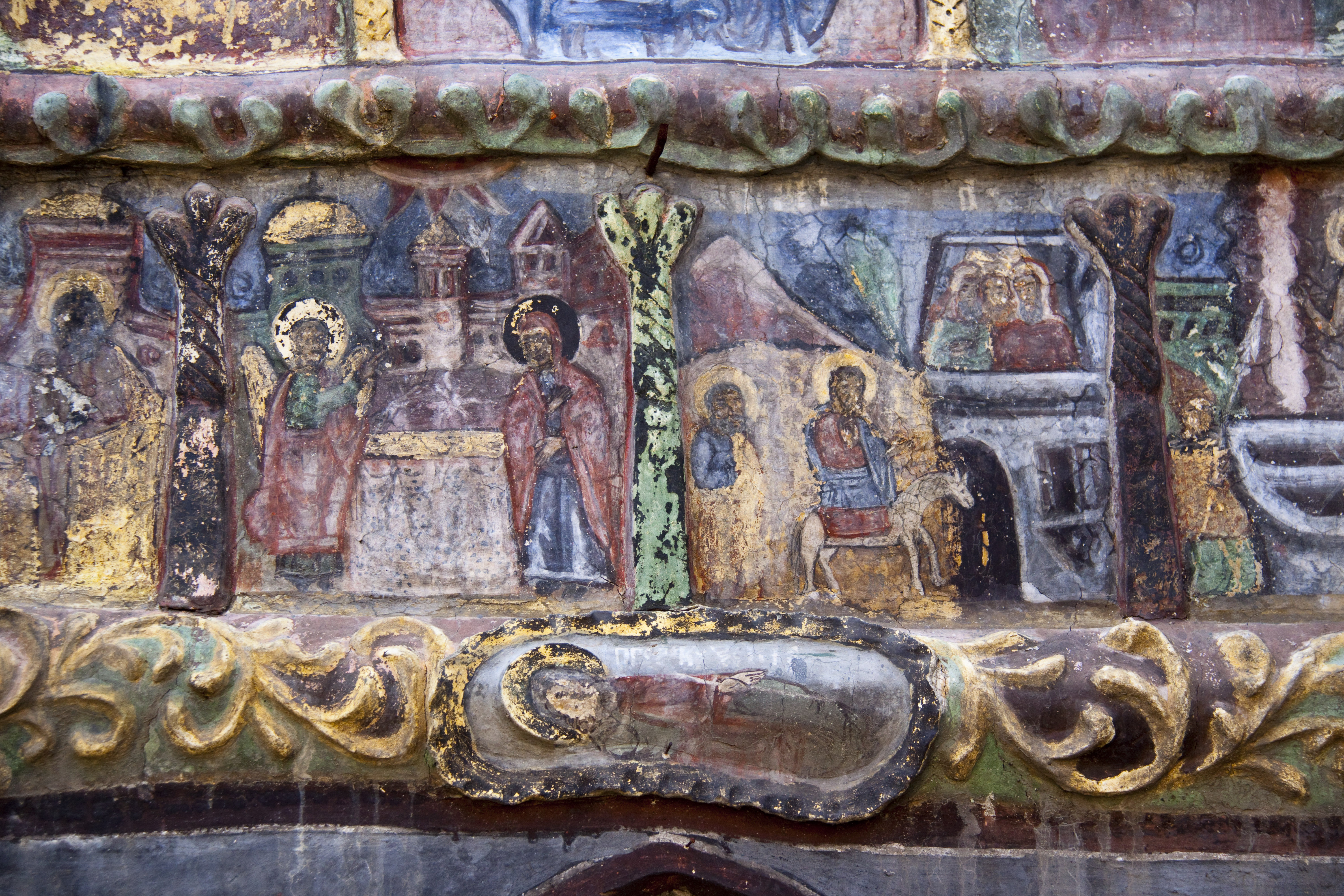
Detaliu tâmplă
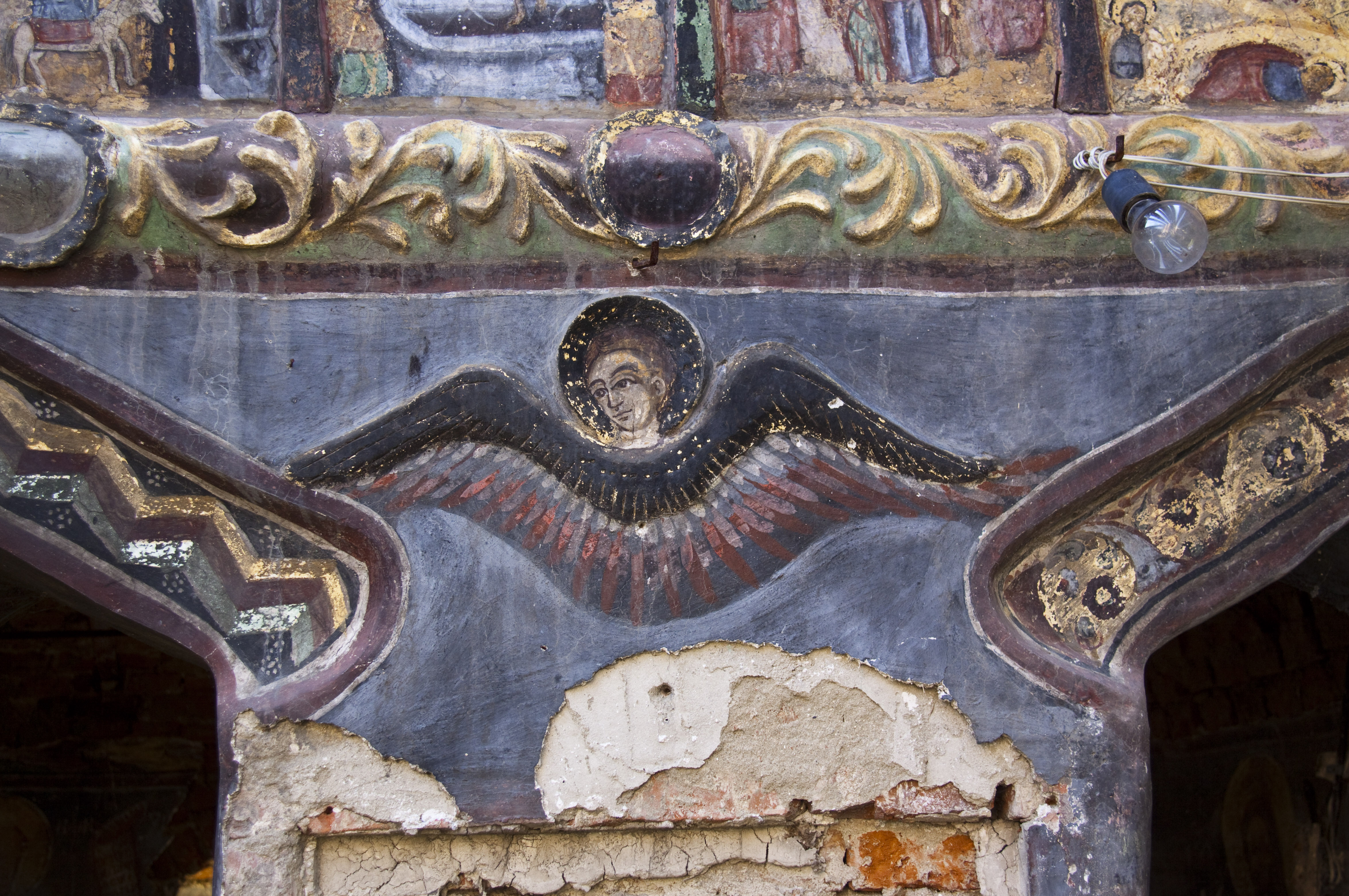
Heruvim peste icoană împărătească